# Leptidea sinapis
Leptidea sinapis é uma espécie de insetos lepidópteros, mais especificamente de borboletas pertencente à família Pieridae.
A autoridade científica da espécie é Linnaeus, tendo sido descrita no ano de 1758.
Trata-se de uma espécie presente no território português.

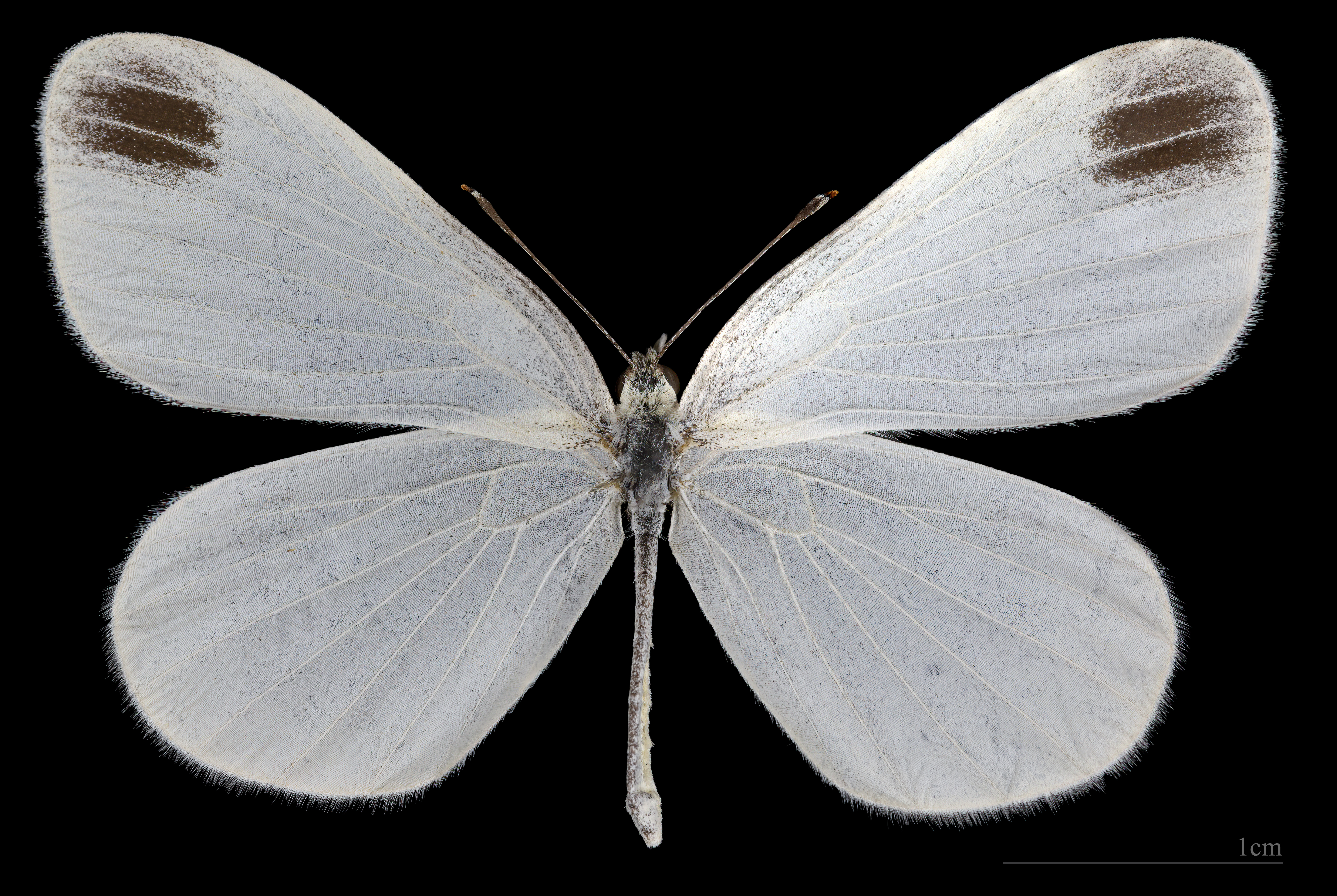
Leptidea sinapis ♂
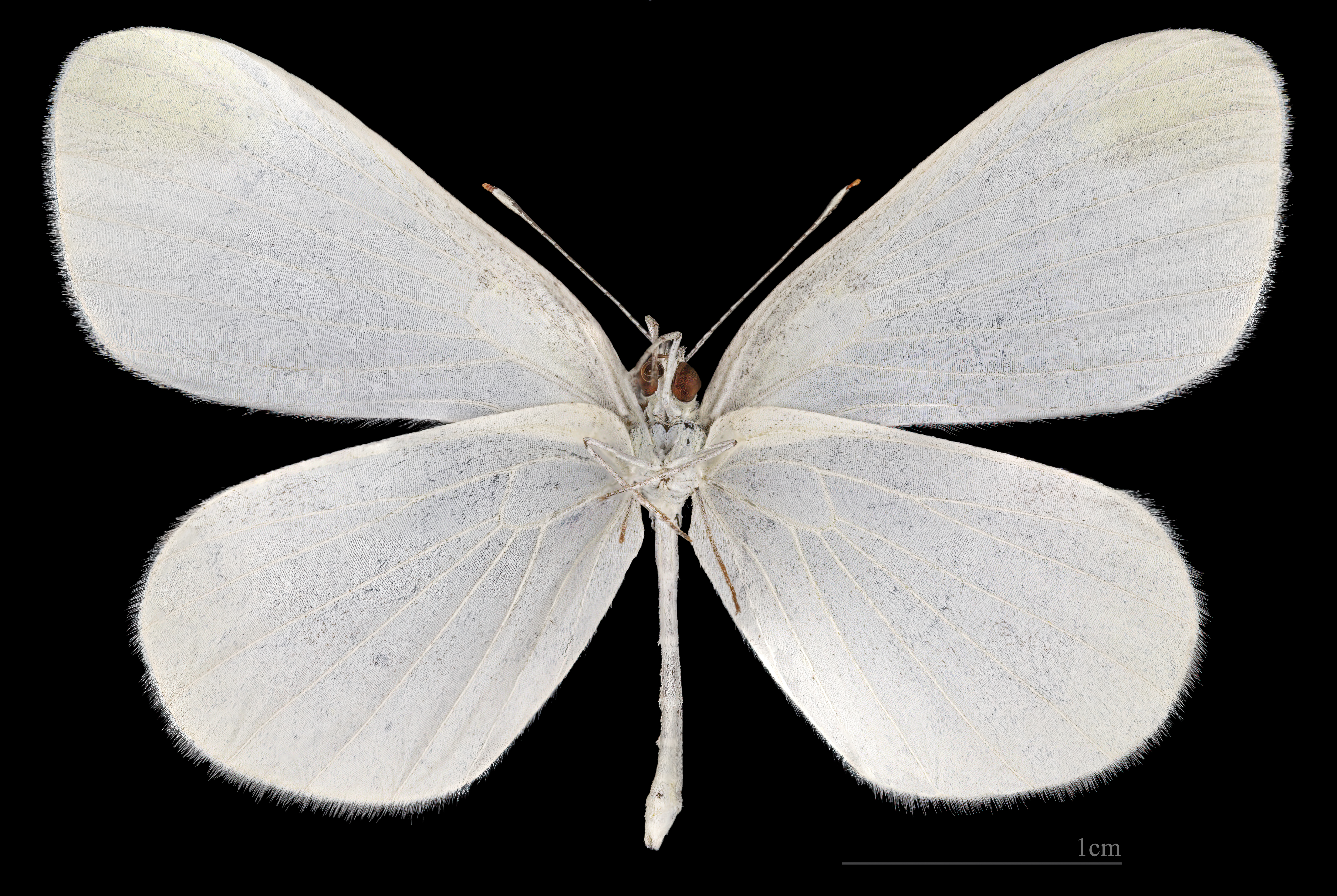
Leptidea sinapis ♂   △
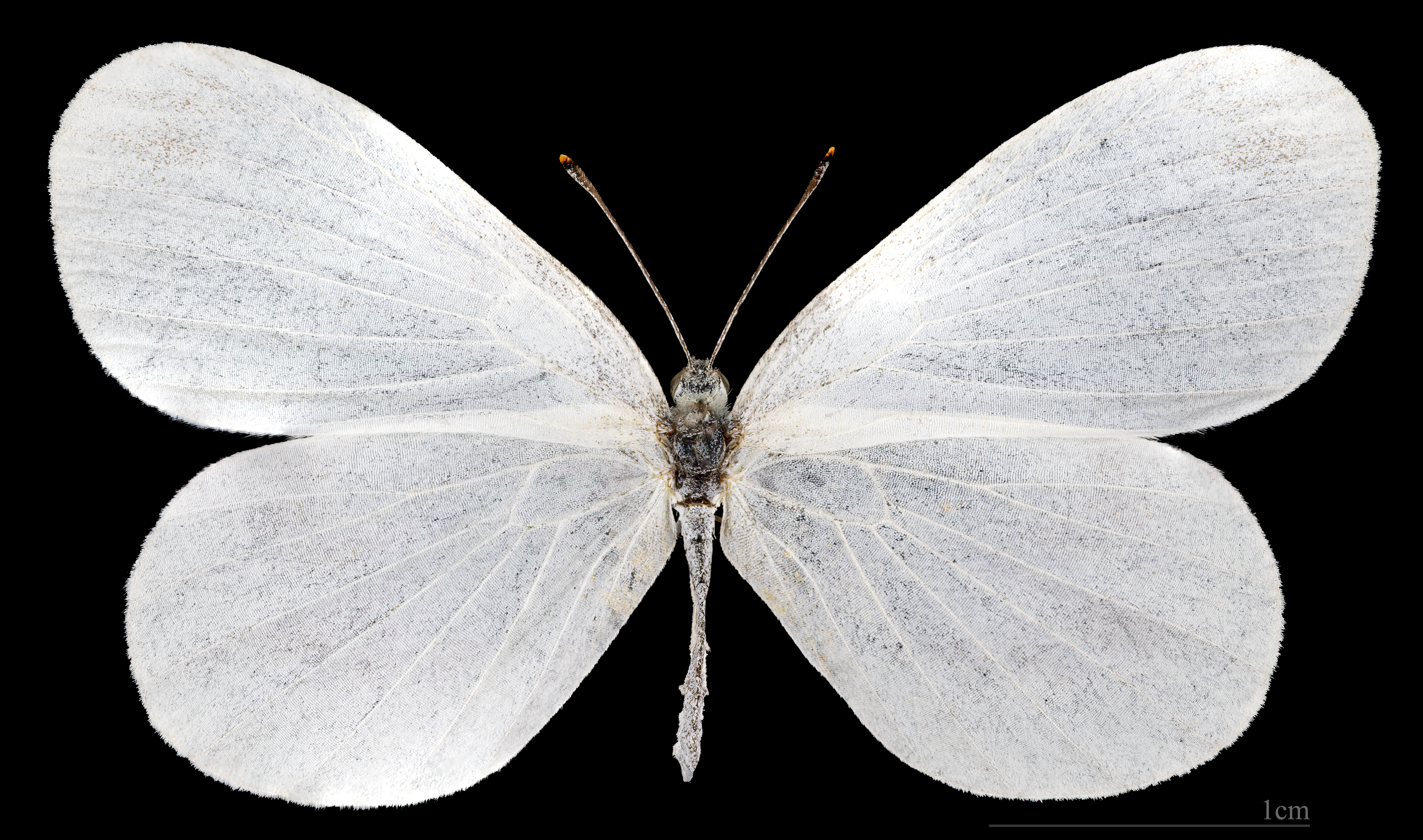
Leptidea sinapis   ♀
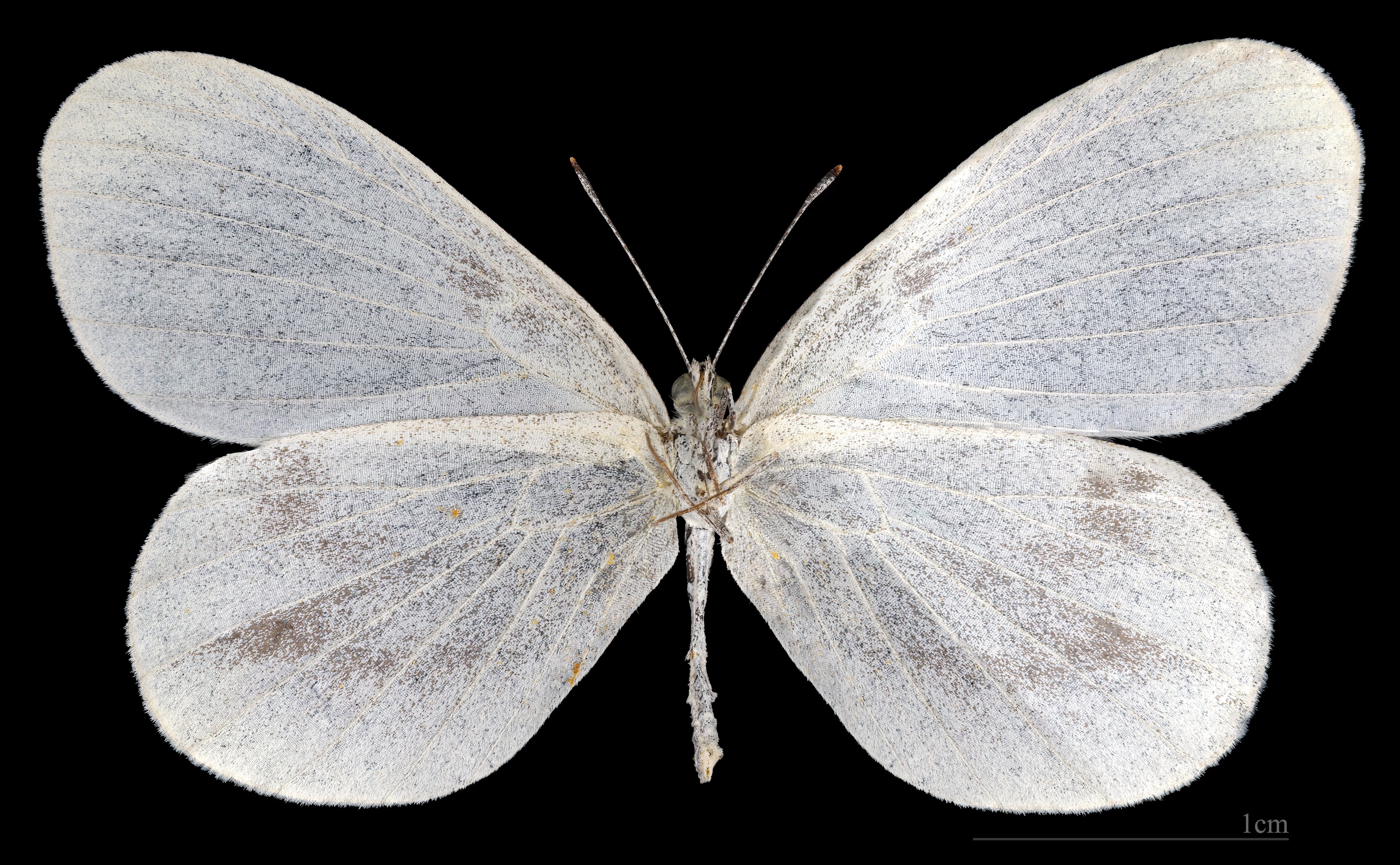
Leptidea sinapis   ♀ △